# Abdiqasim Salad Hassan
Abdiqasim Salad Hassan (en somali : Cabdiqaasim Salaad Xasan, arabe : عبدي قاسم صلاد حسن, né en 1941) est président du gouvernement national de transition de Somalie d'août 2000 à octobre 2004, après avoir été ministre de l'Intérieur et ministre des Finances dans le gouvernement de Siad Barre.

## Biographie
Hassan né 1941 dans la ville de Galdogob, située dans la région de Mudug au centre-nord de la Somalie. Il effectue ses études en URSS et est diplômé en 1965 du Département de Biologie de l'université d'État Lomonosov à Moscou. Il est issu du sous-clan Haber Guedir au sein des Hawiyés, comme le général Mohamed Aidid. Son frère, Abdi Salad Hassan, est également actif en politique.

## Carrière politique

### Ministre de l'Intérieur
Un des fondateurs du groupe Suhl (réconciliation) dont Abdirahman Jama Barre, l'ancien ministre des affaires étrangères, est également le membre, Hassan détient des postes importants au sein du gouvernement somalien, notamment en tant que dernier ministre de l'intérieur de Siad Barre. À ce poste, il est à l'origine de toutes les agences de sécurité intérieure comme le National Security Service (NSS), du département d'investigation du Parti socialiste révolutionnaire somalien, de la police. Après la chute de Siad Barre en 1991 et le déclenchement de la guerre civile, Hassan quitte le pays pour Le Caire pendant quelques mois.

### Président du gouvernement national de transition
Après 1991, le gouvernement de Hassan contrôle quelques secteurs dans la capitale, Mogadiscio, mais le reste du pays est aux mains de quelques seigneurs de guerre. En 2001, il gagne les élections et devient président du gouvernement national de transition.
Peu avant la fin de son mandat au sein du gouvernement national de transition en août 2003, Hassan quitte les pourparlers menant à la formation d'un nouveau gouvernement. Le Premier ministre Hassan Abshir Farah l'accuse de faire échouer les négociations pour faire durer son mandat. Farah est alors congédié par Hassan. Ce dernier s'engage à soutenir la mise en place d'un dirigeant élu démocratiquement. Bien que candidat à sa propre succession dans le nouveau gouvernement d'unité nationale, Hassan ne passe pas le second tour des élections. Il quitte son poste quelques jours après l'élection.

## Vie personnelle
Après avoir perdu les élections de 2004 au profit d'Abdullahi Yusuf Ahmed, Hassan est rallié à l'idée d'une Somalie pacifiée. Il participe à de nombreux évènements en Somalie pour parler à ses compatriotes de la manière de changer et améliorer leur pays. Aujourd'hui son temps est partagé entre la Somalie et l'Égypte.